# Ross MacIver
Ross MacIver (* 28. Februar 1999 in Inverness) ist ein schottischer Fußballspieler, der beim FC Falkirk unter Vertrag steht.

## Karriere
Ross MacIver spielte bis zum Jahr 2017 in den Jugendmannschaften von Ross County. Er war Teil der U20-Mannschaft, die 2017 zum ersten Mal in der Vereinsgeschichte die Development League gewann. 
Im Januar 2017 wurde MacIver in die Highland Football League zu Wick Academy verliehen. Ab Januar 2018 wurde er für ein halbes Jahr an den schottischen Drittligisten Forfar Athletic verliehen. Im Februar 2019 folgte eine halbjährige Leihe zum Viertligisten Elgin City. Dabei traf er in 15 Partien viermal.
Im August 2019 wechselte MacIver von seinem Stammverein aus Dingwall zum Erstligisten FC Motherwell. Am 26. Dezember 2019 debütierte er für seinen neuen Verein in der Scottish Premiership ausgerechnet gegen Ross County. Bei seinem Debüt traf er per Traumtor in den Torwinkel zum zwischenzeitlichen 1:1, beim 2:1-Auswärtserfolg.